# Move or Die
Move or Die — компьютерная игра в жанре платформера, разработанная и изданная независимой студией Those Awesome Guys.
Игра была переиздана для Nintendo Switch и PlayStation 4 под названием Move or Die: Unleashed.

## Игровой процесс
Move or Die — соревновательная игра для четырёх игроков, в которой каждый из них управляет цветным шариком, здоровье которого быстро падает, если он хотя бы на мгновение прекращает движение, и восстанавливается, если возобновить движение. В каждом раунде добавляются разные правила или модификаторы. Для победы игрокам необходимо продолжать двигаться, избегая при этом опасностей, таких как смертельные плитки или падающие блоки.

## Восприятие
| Сводный рейтинг    | Сводный рейтинг        |
| Агрегатор          | Оценка                 |
| ------------------ | ---------------------- |
| GameRankings       | ПК: 83,67 %            |
| Metacritic         | ПК: 80/100 PS4: 83/100 |
| OpenCritic         | 82/100                 |
| Иноязычные издания |                        |
| Издание            | Оценка                 |
| Hardcore Gamer     | 4,5/5                  |
| Push Square        | [ 10 ]                 |

Согласно Metacritic, игра получила «в основном положительные» отзывы от критиков. Hardcore Gamer поставил игре 4,5 из 5, отметив её простоту и многопользовательский геймплей, а также назвав её «возможно, одной из лучших социальных игр в Steam».
Летом 2018 года, благодаря уязвимости в защите Steam Web API, стало известно, что точное количество пользователей сервиса Steam, которые играли в игру хотя бы один раз, составляет 952 680 человек.